# Sunża (Inguszetia)
Sunża (ros. Сунжа, do 2016 Ordżonikidzewskaja, Орджоникидзевская) – miasto w Rosji, w Inguszetii. Według danych szacunkowych na rok 2008 liczy 79 326 mieszkańców.